# 巩华城站
巩华城站是一个位于中国北京市昌平区沙河地区北沙河与南沙河之间，属于北京地铁昌平线的地铁车站。本车站于2010年12月30日投入运营。

## 概述
车站位于北京市昌平区沙河地区，沙河水库西侧南沙河与北沙河交汇形成的半岛之间，车站大致呈南北向布置。
该站因其西边的巩华城而得名。

## 结构
车站为高架车站，岛式站台设计。站台中部有2组通向站厅的扶梯。
| 3层  |                    | 昌平线 往昌平西山口 （沙河）     |  |  |
|      | 岛式站台，左侧开门 |                                  |  |  |
|      |                    | 昌平线 往蓟门桥 （朱辛庄）       |  |  |
| 2层  | 昌平线站厅         | 客服中心、自动售票机、进出站闸机 |  |  |
| 地面 |                    | 出入口                           |  |  |

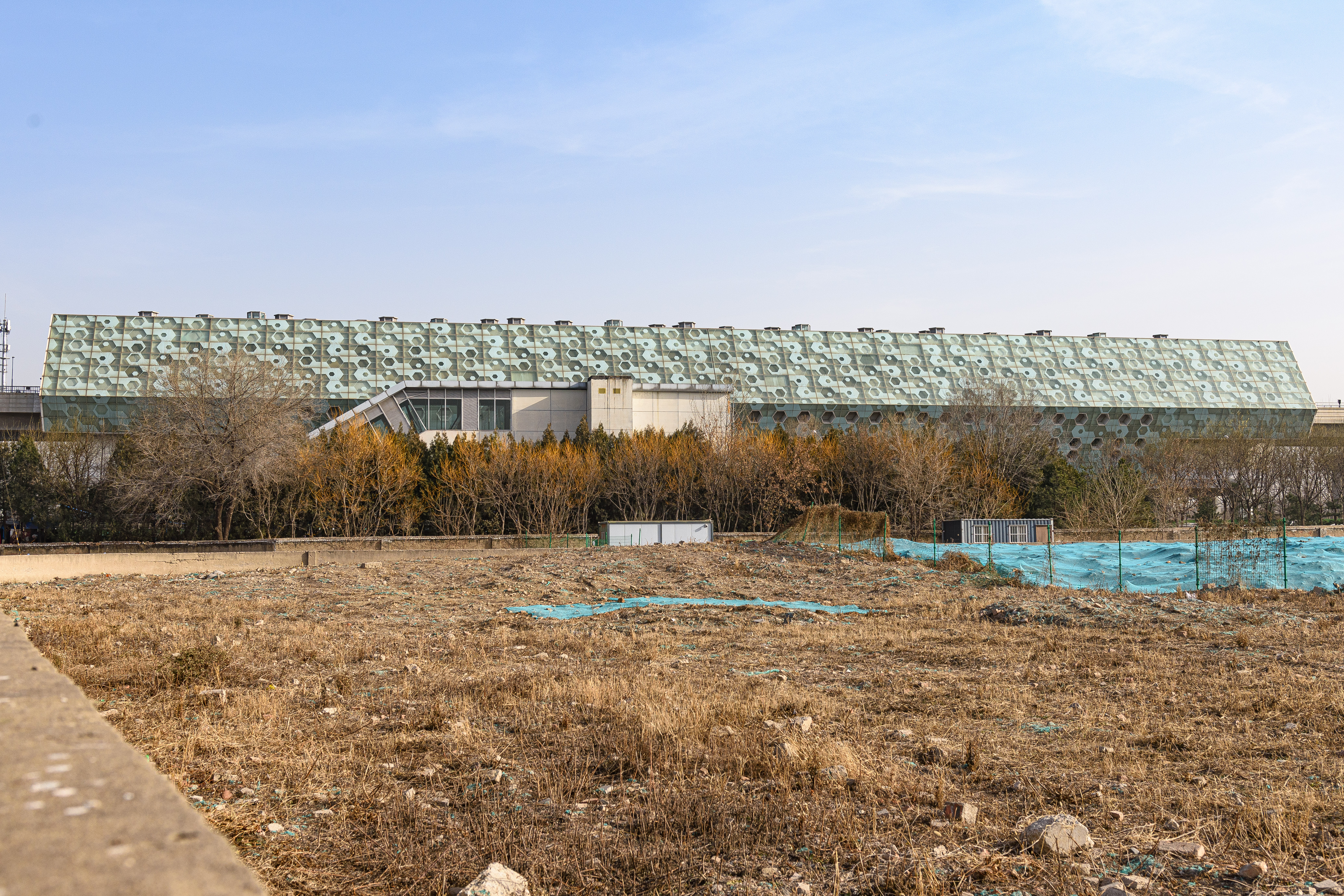
车站外观
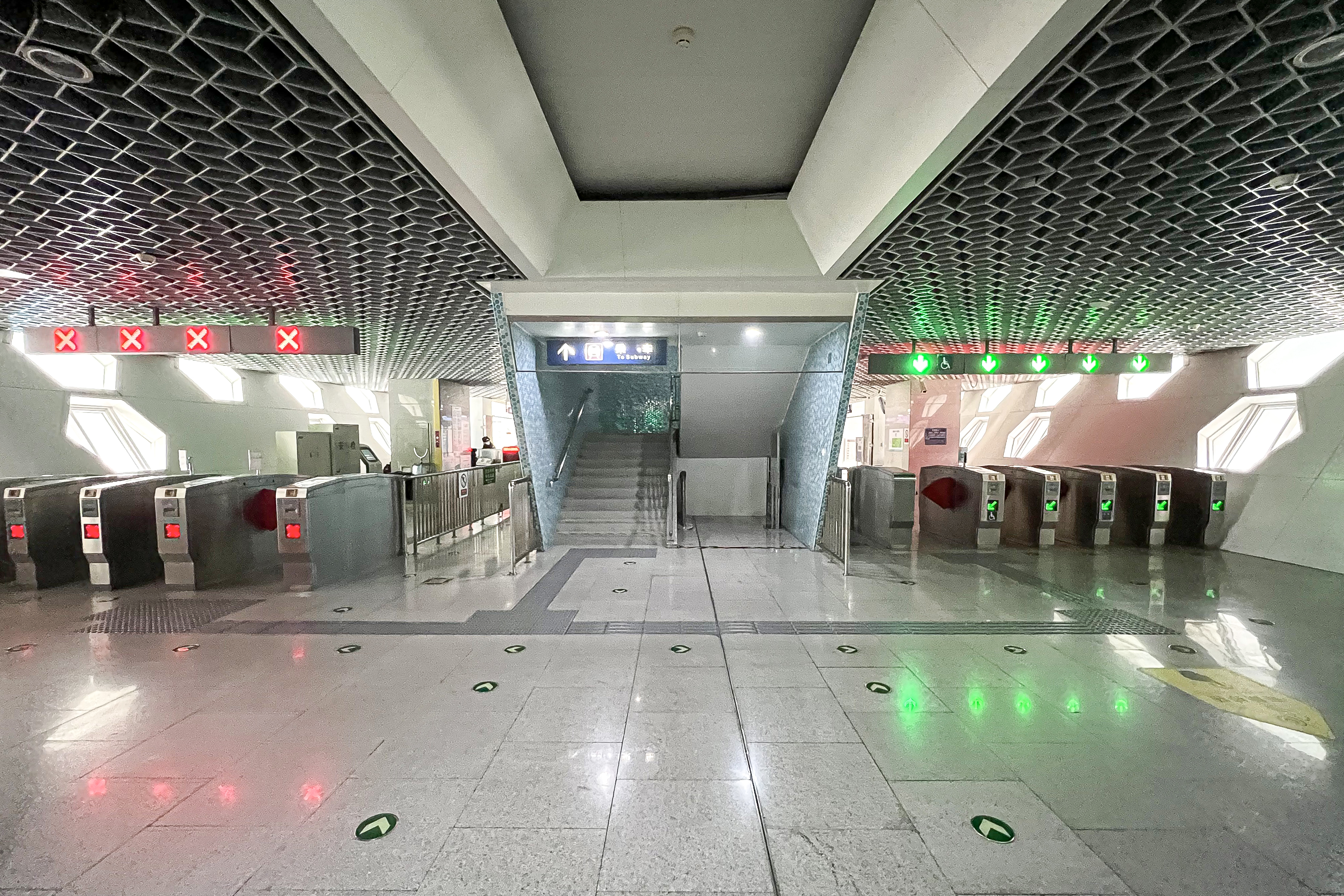
站厅

## 出入口
车站共有2个出入口：A口通向站厅西侧，B口通向东侧。每个出口分别布置了直梯（A1、B2）和扶梯（A2、B1）。
|                           |      |                      |      |            |
| 编号                      | 指示 | 建议前往的目的地     | 照片 | 无障碍设施 |
| 出口 · A · 1 · 升降机标志 |      |                      |      |            |
| 出口 · A · 2              |      |                      |      | 不適用     |
| 出口 · B · 1              |      | 昌平新城滨河森林公园 |      | 不適用     |
| 出口 · B · 2 · 升降机标志 |      | 昌平新城滨河森林公园 |      |            |
| 註： 設有                 |      |                      |      |            |

## 车站周边
- 巩华城古建筑
- 昌平新城滨河森林公园